# خوسيه بينافيدز
خوسيه بينافيدز (بالإنجليزية: José Benavidez)‏ مواليد 15 مايو 1992 في كاليفورنيا، الولايات المتحدة، هو ملاكم محترف أمريكي يصنف ضمن فئة وزن الوسط.

## إحصائيات
خاض خلال مسيرته 25 نزالا، فاز في 25 ولم يتعادل ولم يخسر. فاز بالضربة القاضية في 16 نزالا.

## روابط خارجية
- خوسيه بينافيدز على موقع بوكس ريك (الإنجليزية) (registration required)